# Friedrich Christian Weber
Friedrich Christian Weber (Geburtstag und -ort unbekannt; † 1739?) war Diplomat bzw. 'Secretarius' im Dienste des Kurfürstentums Hannover und erschien als Gesandter 1714 am Hof Peters I. in Russland. Webers Herkunft, Ausbildung und Lebensweg ist weitgehend unbekannt; manches ließ sich aufgrund seiner diplomatischen Korrespondenz nachvollziehen.

## Leben
Seinen Dienst für die gesandtschaftliche Behörde des Kurfürstentums Hannover begann Weber im Jahr 1713. 1714–1719 hielt er sich am Hof Peters I. auf und machte Aufzeichnungen für sein dreiteiliges Werk „Das veränderte Russland“. Mit dem Werk wollte er die Kenntnisse über die russische Geschichte erweitern. Der erste Band erschien 1721, 1739/40 erschienen der zweite und der dritte Teil. Alle drei Teile enthalten eine Fülle von Personen, Daten, Fakten und Informationen aller Art.
Woher Weber seine Informationen und Materialien hatte, ist unbekannt; möglicherweise verfügte er über Aufzeichnungen aus nächster Umgebung des Zaren und Aussagen unmittelbar Beteiligter, vielleicht war er auch selbst Augenzeuge.
Im Februar 1719 heiratete Weber Maria Louisa Dusterwaldt in St. Petersburg.

## „Das veränderte Russland“
Der erste Teil des Werkes umfasst den Bericht Webers über seine diplomatische Tätigkeit zwischen 1714 und 1719 am Hof Peters. Er erläutert Wirtschaft, Bevölkerung, Kunst, Religion, Militär und Politik. Ebenfalls zu finden sind die Beziehungen zu den asiatischen Nachbarn und unterwürfigen Völkern. Weber war aber vor allem wichtig, die Veränderungen Russlands zu beschreiben und nicht nur Städte, Länder und Regenten. Der erste Teil enthält auch andere, interessante Berichte und Dokumente aller Art. Beeindruckend ist das eingefügte Bild- und Kartenmaterial, das von unterschiedlicher Herkunft, Art und Bestimmung ist. Einige Materialien wurden von Weber erstmals mitgeteilt.
Der zweite Teil beginnt mit dem Jahr 1721 und reicht bis zum Tod Peters I. im Jahr 1725. Der dritte Teil beginnt mit dem Regierungsantritt Katharina I. und endet chronologisch, nicht hinsichtlich der Texte, nach dem Tod Peters II.
Das Werk Webers ist im eigentlichen Sinne kein historiographisches Werk, sondern gehört in das Genre des Journals. Es ist eine tagebuchartige Aufzeichnung von bedeutungsvollen und nebensächlichen Begebenheiten und Eindrücken. Eine inhaltliche und zeitliche Abfolge ist nicht erkennbar; bei Weber gibt es kein System wie in anderen Diplomatenberichten. Auch die äußerliche Form ist anders gestaltet: Eine Einteilung in Paragraphen, am Rand der Texte finden sich Stichworte, Namen, Jahreszahlen. Quellen werden selten bezeichnet bzw. oft nur da, wo sie ohnehin öffentlich bekannt sind.
Weber musste sich an Vorgaben halten, da „Das veränderte Russland“ ein Auftragswerk war. Das Werk erschien anonym.